# سد تنگ ارم
سد تنگ ارم یک سد کوچک بتنی در فاصله ۱۰ کیلومتری شرق شهر تنگ ارم استان بوشهر بر روی رودخانه دودره قرار دارد. هدف از اجرای سد تأمین آب شرب منطقه می‌باشد.

## اهداف ساخت سد
۱- تأمین آب شرب شهر تنگ ارم
۲- کنترل سیلاب‌های رودخانه دودره و هدایت مازاد جریان.

## مشخصات سد
سد تنگ ارم را از نوع سنگ و سیمانی با پوشش بتنی با ارتفاع ۲۵ متر از بستر رودخانه، ۳۱ متر از پی، طول تاج ۱۹۹ و عرض تاج ۴ متر می باشد.